# Kleanthes (Maler)
Kleanthes (altgriechisch Κλεάνθης) war ein griechischer Maler aus Korinth, der im 7. Jahrhundert v. Chr. tätig war.
Kleanthes gilt bereits bei antiken Kunstschriftstellern als altertümlich. Nach Plinius war er einer der ältesten bekannten Maler aus Korinth sowie der Erfinder der Umrisszeichnung, dessen Name für den Anfang dieser Kunstgattung steht (prima pictura). Vergleiche mit in diesem Stil ausgeführten Vasenmalereien ergaben in Verbindung mit archaischen Bildmotiven die Datierung seiner Schaffenszeit ins 7. vorchristliche Jahrhundert.
Strabon nennt drei zu seiner Zeit berühmte Bilder, die sich im Tempel der Artemis Alpheionia in der Nähe des Zeusheiligtums von Olympia befunden haben. Das eine davon wurde von Aregon geschaffen, die anderen beiden von Kleanthes, wobei es sich um Darstellungen der Zerstörung von Troja und der Geburt der Athena handelte. Aus dem Bild der Athenageburt ist eine Szene bekannt, in der der neben Zeus stehende Poseidon diesem einen Thunfisch überreicht. Es wird vermutet, dass es sich bei diesem Motiv um ein eigenständiges Werk handelt, das zu Unrecht als Teil der Athena-Szene angesehen wurde.